# 구름 플랫폼
구름 플랫폼(Gooroom Platform)는 대한민국에서 제작된 리눅스 배포판이다.
구름 플랫폼은 과학기술정보통신부와 한국전자통신연구원 (ETRI) 산하 국가보안기술연구소 가 개발하고 있는 운영 체제이다.
구름 플랫폼은 클라우드 업무환경 전환에 대비하기 위해 오픈소스를 활용하여 개발하고 보안성을 강화한 단말 운용 소프트웨어 플랫폼이다.
구름 플랫폼은 구름 OS, 구름 브라우저, 구름 보안 프레임워크, 구름 중앙관리를 포함한다.

## 구름 플랫폼 프로젝트
구름 플랫폼 프로젝트는 국가보안기술연구소가 2015년부터 연구개발을 시작한 안전한 클라우드 업무환경 접속을 위한 단말 플랫폼 오픈소스 프로젝트이다.
구름 플랫폼은 구름 OS, 구름 브라우저, 구름 보안기술, 구름 중앙관리로 구성되어 있으며 구름 플랫폼 개발에는 국가보안기술연구소와 함께 한글과컴퓨터, 이액티브, 클라우드림 등 국내 기업들이 참여하고 있다.
국가보안기술연구소는 구름 플랫폼 활성화에 참여하기 희망하는 기업들을 모아 구름 플랫폼 활성화 포럼을 운영 중에 있으며 민간 기업들이 구름 플랫폼을 기반으로 사업화를 추진하는 것과 이를 위한 민간 협의체 구성을 장려하고 있다.
구름 플랫폼 프로젝트는 구름 플랫폼 개발에 다양한 오픈소스를 활용 중에 있으며 연구개발 중에 발견한 취약점 및 문제점에 대해서는 오픈소스 커뮤니티 및 학계에 기여하고 있다. 또한, 개발자와 기업들이 연구, 개발, 사업화에 활용할 수 있도록 구름 플랫폼 공통버전 소스코드와 ISO를 공개하고 있다.

## 구름 플랫폼 배포판
구름 OS 공통 버전 및 구름플랫폼 중앙관리 서버는 구름 플랫폼 활성화에 참여하기를 희망하는 개발자 및 기업들이 연구개발에 활용할 수 있도록 ISO 파일 및 인스톨러 (zip 파일)의 형태로 배포한다.
- 구름 플랫폼 공식 다운로드

### 구름 OS 4.0 공통버전
| OS 버전        | 릴리즈 날짜      |
| -------------- | ---------------- |
| Gooroom 4.1    | 2024년 5월 31일  |
| Gooroom 4.0    | 2024년 4월 1일   |
| Gooroom 4.0 RC | 2023년 12월 22일 |

### 구름 OS 3.0 공통버전
| OS 버전        | 릴리즈 날짜      |
| -------------- | ---------------- |
| Gooroom 3.5    | 2024년 5월 20일  |
| Gooroom 3.4    | 2023년 11월 14일 |
| Gooroom 3.3    | 2023년 7월 31일  |
| Gooroom 3.2    | 2022년 10월 7일  |
| Gooroom 3.1    | 2022년 5월 30일  |
| Gooroom 3.0    | 2022년 3월 2일   |
| Gooroom 3.0 RC | 2021년 12월 10일 |

### 구름 OS 2.0 공통버전
| OS 버전        | 릴리즈 날짜      |
| -------------- | ---------------- |
| Gooroom 2.9    | 2024년 5월 20일  |
| Gooroom 2.8    | 2023년 11월 14일 |
| Gooroom 2.7    | 2023년 7월 28일  |
| Gooroom 2.6    | 2022년 9월 30일  |
| Gooroom 2.5    | 2022년 5월 25일  |
| Gooroom 2.4    | 2021년 10월 25일 |
| Gooroom 2.3    | 2021년 5월 17일  |
| Gooroom 2.2    | 2020년 11월 20일 |
| Gooroom 2.1    | 2020년 8월 15일  |
| Gooroom 2.0    | 2020년 2월 21일  |
| Gooroom 2.0 RC | 2019년 12월 3일  |

### 구름 OS 1.0 공통버전 (지원종료)
| 버전         | 릴리즈 날짜      |
| ------------ | ---------------- |
| Gooroom 1.10 | 2022년 5월 27일  |
| Gooroom 1.9  | 2021년 11월 1일  |
| Gooroom 1.8  | 2021년 5월 28일  |
| Gooroom 1.7  | 2020년 11월 27일 |
| Gooroom 1.6  | 2020년 8월 31일  |
| Gooroom 1.5  | 2019년 12월 6일  |
| Gooroom 1.4  | 2019년 7월 30일  |
| Gooroom 1.3  | 2019년 3월 29일  |
| Gooroom 1.2  | 2019년 2월       |
| Gooroom 1.1  | 2018년 10월      |
| Gooroom 1.0  | 2018년 3월       |

### 구름 플랫폼 중앙관리 서버
GPMS(Gooroom Platform Management Server)
| GPMS 버전    | 릴리즈 날짜      |
| ------------ | ---------------- |
| GPMS 2.3.7.1 | 2024년 2월 14일  |
| GPMS 2.3.7   | 2023년 8월 3일   |
| GPMS 2.2.12  | 2022년 12월 8일  |
| GPMS 2.2.3   | 2022년 10월 7일  |
| GPMS 2.2     | 2022년 2월 24일  |
| GPMS 2.0     | 2021년 12월 13일 |

## 구름 플랫폼 파생 배포판
구름 플랫폼 사업화는 구름 플랫폼 공통버전 소스코드를 이용하고, 사업화 희망 기업들의 노하우를 더해서 이뤄지며, 국가보안기술연구소는 구름 플랫폼 적용에 대한 기술자문을 제공하고 있다.

### 한컴 구름
2020년 4월부터 과학기술정보통신부 고시에 의거해 20억원 미만의 공공 SW개발 사업은 중견기업이 참여할 수 없다.
원래 구름 플랫폼은 한글과컴퓨터에서 개발하였으나 한컴은 중견기업이어서 20억원 미만의 정부 사업을 입찰하지 못하게 되어, 현재는 이액티브에서 구름 플랫폼을 개발하고, 한컴은 한컴 구름이라는 독자 브랜드를 만들었다.

### 티맥스 구름
티맥스OS가 구름 플랫폼 기반 운영 체제 티맥스 구름 (Tmax Gooroom)을 만들었다.

### K 구름
가상 데스크톱 인프라(VDI)·DaaS 솔루션 기업 틸론은 구름 OS 2.2 버전을 기반으로 K 구름 (K Gooroom)을 개발했다.

## 도입 분야
한국해양과학기술진흥원 (KIMST)은 운영 체제를 다각화하기 위해 과학기술정보통신부 등이 개발하고 있는 개방형 OS인 구름 플랫폼을 도입했다.
구름 OS는 해군사관학교의 교육용 PC, 치안센터의 행정정보 조회 단말기, 육군본부의 지상전술C4I체계 단말 등 공공부문 특수목적 단말 OS로 도입됐다.
우정사업본부는 2019년 12월 OS 공급사들과 정식 계약을 체결하고, 티맥스OS 3천개, 구름 OS 2천개를 도입했다.
행정안전부는 공공기관 60만대 노트북 전면 교체를 위해 구름OS가 탑재된 '온북'으로 전환

### 도입 가능 분야
국가 및 공공기관 납품 및 기업과 산업체에 공급하는 것을 개발 목표로 한다. 또한 아직 개발 중이라 일반 사용자를 대상으로는 공개하고 있지 않으며 회원사 및 산업체에게만 제한적으로 공개한다.
구름OS는 전자정부 내 클라우드 플랫폼에 보안을 강화하는 용도로 도입될 예정이라고 한다.
국방부가 국군 사이버지식정보방에 개방형 OS를 도입하기로 결정하였다. 소스 코드를 모두 공개하는 오픈 소스 운영 체제만 입찰할 수 있으며 하모니카 OS, 구름 OS 등은 입찰 가능하지만 대중에게 소스 코드를 공개하지 않는 한 티맥스오에스는 참여가 어렵다고 한다.
국군 사이버지식정보방 운영 체제 교체 사업에서 개방형 OS로만 입찰을 받으려고 하였으나, 윈도우즈 외에는 인터넷 강의가 작동하지 않는다는 일부 장병들의 의견에 따라 상용 OS와 개방형 OS를 50:50으로 도입하기로 변경하였다. 이런 문제점에 따라, 국방부는 과학기술정보통신부의 협조를 받아 소프트웨어 중심 대학부터 시작해 순차적으로 오픈 소스 운영 체제에서도 사용 가능한 이러닝 체계를 만들기로 하였다. 하모니카 리눅스와 구름 OS는 개방형 OS로 규정하면서 티맥스OS는 상용 OS로 규정하는 경우가 있는데 티맥스 OS도 리눅스 커널을 사용하였으므로 개방형 OS가 맞다. 현재 소스 코드를 공개하고 있지 않은 티맥스OS가 끝까지 소스 코드를 공개하지 않으면 GPL 위반으로 저작권법 위반인데, 저작권을 침해하는 제품을 정부 납품 사업에 참여시킬 수는 없기 때문이다. 하모니카 리눅스와 구름OS도 취미로 개발된 것이 아닌, 소프트웨어 사업을 하는 회사에서 개발한 판매 목적의 운영 체제이므로, 티맥스OS가 오픈 소스를 사용했음에도 상용 OS쪽으로 입찰을 할 수 있다면, 하모니카 리눅스와 구름 OS도 상용 OS 부문으로 입찰을 해도 된다는 의미가 된다. 따라서 윈도우즈를 제외한, 리눅스를 사용한 나머지 세 운영 체제들은 개방형 OS로 입찰을 하게 될 것으로 보인다.

## 같이 보기
- 한컴 구름
- 티맥스OS
- 하모니카 (운영 체제)
- 아시아눅스
- 한글과컴퓨터
- 기린 (운영 체제)
- 붉은별 (운영 체제)
- 훙멍